# Barthélemy Parrocel
Barthélemy Parrocel (Montbrison, 1595 o 1600 – Brignoles, 1658 o 1660) è stato un pittore francese.

## Biografia
Figlio di Georges, fu il primo pittore di una prolifica dinastia che generò quattordici artisti in sei generazioni. Apparteneva ad una famiglia altolocata di Montbrison, che lo aveva destinato ad una carriera ecclesiastica. Tuttavia, desiderando dedicarsi all'arte della pittura, decise di abbandonare la casa paterna per recarsi in Italia. 
Lavorò inizialmente in Spagna, dove rimase alcuni anni.
Infine, s'imbarcò per la sua meta iniziale, ma, durante la traversata, la nave fu attaccata da pirati algerini e Parrocel assieme agli altri passeggeri ed al capitano della nave fu fatto prigioniero. Fortunatamente il capitano conosceva il console francese ad Algeri, perciò i prigionieri furono liberati rapidamente. Così Barthélemy riprese il viaggio e raggiunse Roma.
Dopo aver trascorso alcuni anni in Italia, Parrocel, intorno al 1630, ritornò in Francia, proponendosi di rivedere il suo compagno di prigionia. Raggiunse perciò Brignoles, dove il capitano viveva. Qui conobbe Catherine Simon, secondo alcuni figlia del capitano, secondo altri figlia di un artigiano locale, che sposò il 18 settembre 1632.
In quell'epoca Brignoles era una città di una certa importanza in Provenza. Il governatore della provincia, conte d'Alais, vi risiedeva ed era noto come amante delle belle arti e mecenate: senza dubbio Parrocel fu un suo protetto.
L'unica opera conosciuta di quest'artista è La deposizione di Cristo dalla croce, situata sopra l'altare della cappella del Santo Sepolcro nella chiesa di Saint Sauveur a Brignoles. Essa raffigura a grandezza naturale il Cristo morto con la testa sulle ginocchia di Maria Vergine e Maria Maddalena inginocchiata, vista di profilo, che ne sostiene il braccio destro.  
In quest'opera il disegno è ben delineato, i colori sono caldi e contrastati, i panneggi semplici e severi, i volti espressivi, il modellato delle figure esprime grande forza.
Probabilmente, nel castello di Tourves, di cui non restano che rovine, si trovavano dei dipinti di Parrocel.
Barthélemy ebbe sette figli, quattro maschi e tre femmine: i 2 figli più vecchi ( Jean Barthélemy o Jehan e Louis) ed il minore (Joseph) furono anch'essi pittori.
Morì intorno al 1660.